# Devario anomalus
Devario anomalus är en fiskart som beskrevs av Conway, Mayden och Tang 2009. Devario anomalus ingår i släktet Devario och familjen karpfiskar. IUCN kategoriserar arten globalt som sårbar. Inga underarter finns listade i Catalogue of Life.